# Пестер (притока Кільмезю)
Песте́р (рос. Пестерь) — річка в Удмуртії (Краногорський, Ігринський та Селтинський райони), Росія, права притока Кільмезю.
Річка починається на південно-східній околиці села Клабуки Красногорського району. Протікає спочатку на північний захід, потім різко повертає на південний захід і протікає далі на південь з невеликим відхилянням на південний схід. Нижня течія слугує кордоном між Ігринським та Селтинським районами. Впадає до Кільмезі на кордоні двох районів в місці, де Кільмезь повертає робить вигин на південь. Річка протікає повністю через лісові масиви, приймає декілька дрібних приток. Середня і нижня течія заболочені, особливо лівобережжя, тому тут ведеться осушення боліт за допомогою дренажних каналів. На річці збудовано 3 ставки, найбільший з яких на північ від села Кокман.
Притоки:
- ліві — Назбиль, Кокманка
- права — Лаптєвка

На річці розташовані села Клабуки та Коровкинці. В останньому селі збудовано автомобільний міст. В середній течії, в гирлі лівої притоки Кокманки розташоване село Кокман, біля якого збудовано автомобільний та залізничний для вузькоколійки мости.